# Campeonato Sergipano de Futebol de 1986
O Campeonato Sergipano de Futebol de 1986 foi a 63º edição da divisão principal do campeonato estadual de Sergipe. O campeão foi o Confiança que conquistou seu 10º título na história da competição

## Premiação
| Campeonato Sergipano de 1986   |
| Aracaju                        |
| ------------------------------ |
| Confiança Campeão (10º título) |